# Parcs nationaux du Chili

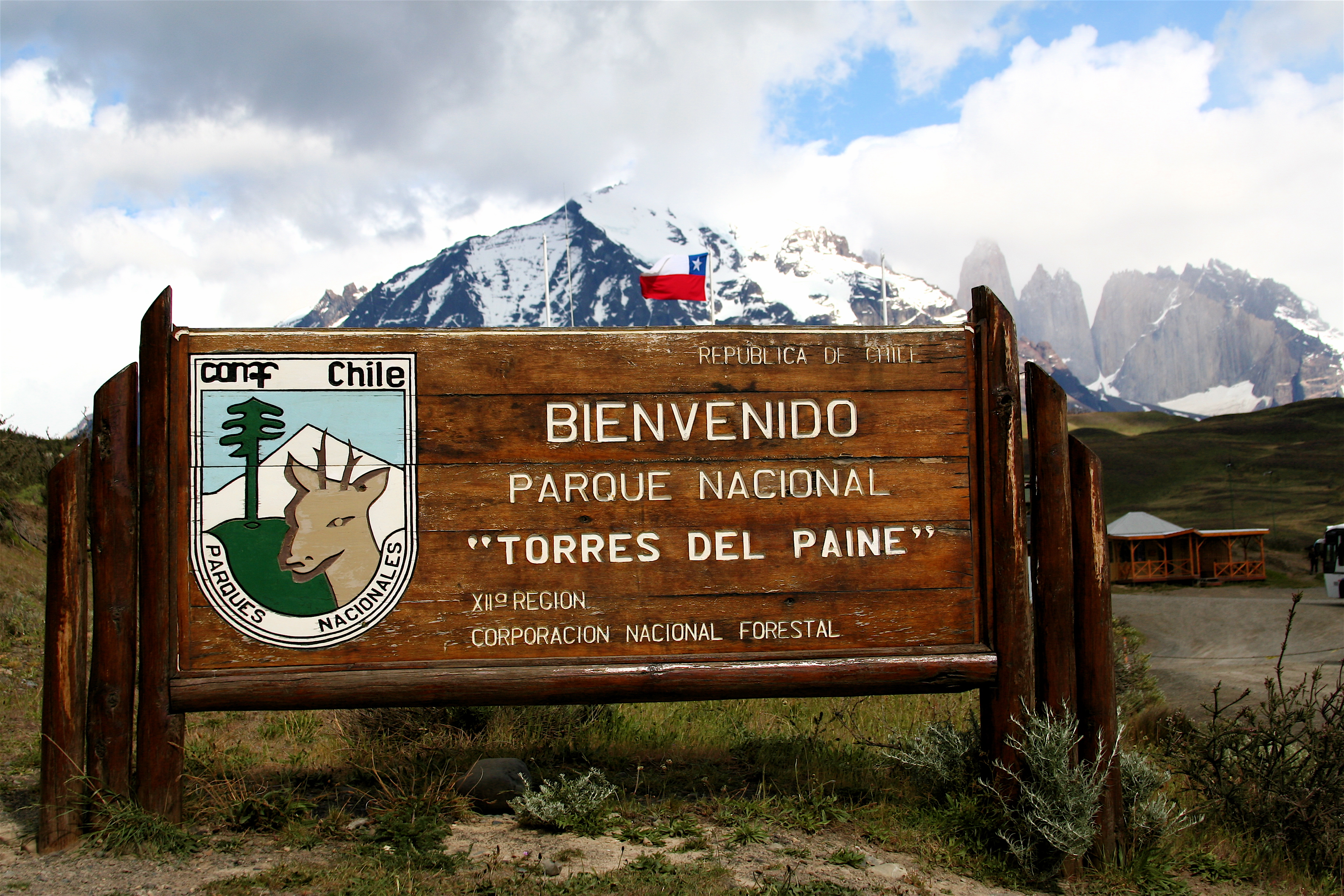
Panneau informatif à l'entrée du parc national Torres del Paine.

Les parcs nationaux du Chili constituent un réseau de 38 parcs nationaux au Chili. Les parcs couvrent une grande variété d'habitats naturels répartis tout le long de la cordillère des Andes et de l'océan Pacifique, du parc national Lauca situé tout au nord du Chili jusqu'au parc national Cabo de Hornos situé à l'extrémité sud du continent.
Ces parcs sont administrés par la Corporación Nacional Forestal (CONAF) depuis 1970.

## Liste des parcs
- Parc appartenant au patrimoine mondial de l'Unesco
- Parc appartenant à une réserve de biosphère de l'Unesco
- Parc appartenant à un site Ramsar

| Image | Parc national                  | Région                                  | Création | Superficie km2 | Notes                                                                        |
| ----- | ------------------------------ | --------------------------------------- | -------- | -------------- | ---------------------------------------------------------------------------- |
|       | Alberto de Agostini            | Magallanes et Antarctique chilien       | 1965     | 14 600,00      | Réserve de biosphère de Cabo de Hornos (2005)                                |
|       | Alerce Costero                 | Los Ríos                                | 2012     | 246,94         |                                                                              |
|       | Alerce Andino                  | Los Lagos                               | 1982     | 392,55         | Réserve de biosphère des forêts tempérées humides des Andes australes (2007) |
|       | Archipiélago de Juan Fernández | Valparaíso                              | 1935     | 95,71          | Réserve de biosphère de Juan Fernández (1977)                                |
|       | Bernardo O'Higgins             | Magallanes et Antarctique chilien Aisén | 1969     | 35 259,01      |                                                                              |
|       | Bosques de Fray Jorge          | Coquimbo                                | 1941     | 99,59          | Réserve de biosphère de Fray Jorge (1977)                                    |
|       | Cabo de Hornos                 | Magallanes et Antarctique chilien       | 1945     | 630,93         | Réserve de biosphère de Cabo de Hornos (2005)                                |
|       | Chiloé                         | Los Lagos                               | 1982     | 425,67         |                                                                              |
|       | Conguillío                     | Araucania                               | 1970     | 608,33         | Réserve de biosphère des Araucarias (1983)                                   |
|       | Corcovado                      | Los Lagos                               | 2005     | 2 939,86       |                                                                              |
|       | Glaciers de Santiago           | Santiago                                | 2022     | 750            |                                                                              |
|       | Hornopirén                     | Los Lagos                               | 1988     | 482,32         |                                                                              |
|       | Huerquehue                     | Araucania                               | 1967     | 125,00         |                                                                              |
|       | Isla Guamblin                  | Aisén                                   | 1967     | 1 540,93       |                                                                              |
|       | Isla Magdalena                 | Aisén                                   | 1983     | 1 576,16       |                                                                              |
|       | La Campana                     | Valparaíso                              | 1967     | 80,00          | Réserve de biosphère de La Campana-Peñuelas (1984)                           |
|       | Laguna del Laja                | Biobío                                  | 1958     | 116,00         |                                                                              |
|       | Morro Moreno                   | Antofagasta                             | 2010     | 73,13          |                                                                              |
|       | Laguna San Rafael              | Aisén                                   | 1959     | 17 420,00      | Réserve de biosphère Laguna San Rafael (1979)                                |
|       | Las Palmas de Cocalán          | O'Higgins                               | 1971     | 37,09          |                                                                              |
|       | Lauca                          | Arica et Parinacota                     | 1970     | 1 378,83       | Réserve de biosphère Lauca (1981)                                            |
|       | Llanos de Challe               | Atacama                                 | 1994     | 457,08         |                                                                              |
|       | Llullaillaco                   | Antofagasta                             | 1995     | 2 686,71       |                                                                              |
|       | Nahuelbuta                     | Biobío Los Lagos                        | 1939     | 68,32          |                                                                              |
|       | Nevado de Tres Cruces          | Atacama                                 | 1994     | 590,82         | Site Ramsar Laguna del Negro Francisco y Laguna Santa Rosa (1996)            |
|       | Pali Aike                      | Magallanes et Antarctique chilien       | 1970     | 50,30          |                                                                              |
|       | Pan de Azúcar                  | Atacama Antofagasta                     | 1986     | 437,54         |                                                                              |
|       | Puyehue                        | Los Lagos                               | 1941     | 1 070,00       | Réserve de biosphère des forêts tempérées humides des Andes australes (2007) |
|       | Queulat                        | Aisén                                   | 1983     | 1 540,93       |                                                                              |
|       | Radal Siete Tazas              | Maule                                   | 2008     | 41,38          |                                                                              |
|       | Rapa Nui                       | Valparaíso                              | 1935     | 71,51          | Site du patrimoine mondial du Parc national de Rapa Nui (1995)               |
|       | Salar del Huasco               | Tarapacá                                | 2010     | 1 200,00       | Site Ramsar (1996, Salar del Huasco)                                         |
|       | Tolhuaca                       | Araucanía                               | 1935     | 63,74          |                                                                              |
|       | Torres del Paine               | Magallanes et Antarctique chilien       | 1959     | 2 422,42       | Réserve de biosphère Torres del Paine (1978)                                 |
|       | Vicente Pérez Rosales          | Los Lagos                               | 1926     | 2 537,80       | Réserve de biosphère des forêts tempérées humides des Andes australes (2007) |
|       | Villarrica                     | Araucanía                               | 1940     | 630,00         |                                                                              |
|       | Volcán Isluga                  | Tarapacá                                | 1967     | 1 747,44       |                                                                              |
|       | Yendegaia                      | Magallanes et Antarctique chilien       | 2013     | 1 506,12       |                                                                              |
|       | Patagonia                      | Aysén                                   | 2018     | 3 045,27       |                                                                              |